# ステファヌ・オジェ
ステファヌ・オジェ（Stéphane Augé、1974年12月6日 - ）は、フランス、ポー出身の自転車競技（ロードレース）選手。

## 経歴
2000年にフェスティナと契約を結んでプロ転向。
2005年にコフィディスに在籍。
2008年のダンケルク4日間レースにおいて総合優勝を果たした。
ツール・ド・フランスは2009年まで7回出場。
- 2007年の大会は、第1ステージの敢闘賞及び第3、第4ステージにおいて、山岳賞部門で首位。
- 2009年の大会では、第6ステージにおいて山岳賞部門で首位に立った。

2011年より、コフィディスのレース監督に就任。